# Guerra de Saintonge
La Guerra de Saintonge fue un encuentro dinástico feudal que se produjo en 1242 entre las fuerzas de Luis IX de Francia y las de Enrique III de Inglaterra. Saintonge es una región alrededor de Saintes, en el centro-oeste de Francia. El conflicto tiene su origen en el hecho que algunos vasallos de Luis IX estaban disgustados con la adquisición por su hermano, Alfonso, del condado de Poitou. Los franceses derrotaron decisivamente a los ingleses en la batalla de Taillebourg y concluyó la lucha en el sitio de Saintes, pero debido a las tramas dinásticas y el deseo de partir a una cruzada, Luis IX no adjuntó Guyena.

## Preludio
Por los términos de su voluntad, Luis VIII había dejado Poitou como un infantazgo a su hijo menor Alfonso. En junio de 1241, Luis IX celebró una corte plenaria en Saumur, en Anjou, y anunció que Alfonso, habiendo llegado a la mayoría de edad, estaba listo para entrar en posesión del cargo. Muchos nobles de Aquitania asistieron a la corte, entre ellos Isabel de Angulema y su marido, el conde de La Marche, Hugo de Lusignan. Después de la reunión en Saumur, Luis fue a Poitiers e instaló a su hermano como Conde de Poitiers. Los lusignanos no eran receptivos a la autoridad capetana en la región. Isabel estaba especialmente frustrada porque su hijo, el conde de Cornwall y hermano del rey Enrique III, no había obtenido el título. Poco después de su llegada a Poitiers, Luis se enteró de que Hugo había reunido un ejército de hombres de armas en la cercana ciudad de Lusignan. Las conversaciones entre Luis y Alfonso y Hugo e Isabella no resolvieron la disputa.
En abril de 1242, Luis reunió una fuerza en Chinon que algunos contemporáneos estimaban en unos 50.000 efectivos. El 20 de mayo de 1242, Enrique llegó a Royan y se unió a la rebelión de los nobles franceses, formando un ejército que podría haberse numerado alrededor de 30.000. Los dos reyes intercambiaron cartas, pero éstas no resolvieron nada.

## Batalla de Taillebourg
Enrique avanzó a Tonnay-Charente a mediados de julio y Luis se trasladó a Saint-Jean-d'Angély, justo al norte de Taillebourg, con los ejércitos intentando llegar al puente sobre el río Charente, situado en la comuna de Taillebourg. Enrique y Hugo colocaron a su ejército cerca de la aldea de Saint-James en la orilla del oeste del río y acamparon en el campo vecino, mientras que Luis le fue dada la bienvenida al castillo fortificado de Godofredo IV de Rancon, conde de Taillebourg. Enrique decidió enviar un avance para proteger el margen izquierdo del puente de Taillebourg, un movimiento que llevó a un fuerte encuentro con algunas tropas francesas el 21 o 22 de julio. Luis decidió seguir este compromiso y lanzó una ofensiva completa con el todo el ejército francés. Los agresivos ataques franceses ganaron el día y el rey inglés huyó hacia el sur hasta la ciudad de Saintes, junto con los barones rebeldes, que tomaron algunos franceses como prisioneros que les habían perseguido en la retirada.

## Asedio de Saintes
El 22 o 23 de julio, el ejército francés sitió la ciudad de Saintes. Enrique se dio cuenta de que Hugo no tenía tanto apoyo como antes pudo haber reclamado y se retiró a Burdeos. No se sabe si hubo algún conflicto armado asociado con el asedio. Reconociendo que él mismo se encontraba en una posición desesperada, Hugo se rindió a Luis el 24 de julio, poniendo fin a la Guerra de Saintonge. Luis reclamó al conde algunas de sus tierras e hizo que pagara diez mil libras para el tesoro real, y una suma similar cada año subsiguiente.

## Consecuencias
Las víctimas son desconocidas, pero probablemente no fueran demasiadas. La revuelta de Hugo y la ayuda de Enrique estaban dirigidas principalmente a explotar el desvío proporcionado por la participación francesa en la cruzada albigense. Raimundo VII de Tolosa lideró una revuelta en mayo de 1242, pero sus aliados revocaron su apoyo después de que los ingleses fueran derrotados; Raimundo se sometió a la autoridad del rey en Montargis en enero de 1243. Luis no aprovechó su victoria anexando el feudo Plantagenet de Guyena, probablemente porque estaba preocupado sobre todo por ir a la Séptima Cruzada en 1248. Permitió a Enrique rendir homenaje sin infligir más castigo.